# Garching bei München
Garching bei München település Németországban, azon belül Bajorországban. Lakosainak száma 17 577 fő (2023. december 31.). Garching bei München München, Eching, Oberschleißheim és Ismaning községekkel határos.

## Népesség
A település népessége az elmúlt években az alábbi módon változott:
| Lakosok száma | 493  | 2669 | 10 098 | 11 587 | 16 219 | 16 456 | 17 099 | 17 534 | 17 300 | 17 577 |
|               | 1875 | 1950 | 1975   | 1987   | 2012   | 2014   | 2016   | 2017   | 2021   | 2023   |